# Cmentarz wojenny nr 356 – Podole
Cmentarz wojenny nr 356 – Podole – cmentarz z I wojny światowej znajdujący się we wsi Bartkowa-Posadowa.
Zaprojektowany przez nieznanego architekta jako kwatera wojskowa przy cmentarzu parafialnym. Pochowano na nim 18 żołnierzy austro-węgierskich w 3 grobach pojedynczych i 3 zbiorowych.